# بوت باكو
بوت باكو (بالألمانية: Bote Baku)‏ (مواليد 8 أبريل 1998) هو لاعب كرة قدم ألماني من أصل كنغولي يلعب في مركز الوسط في نادي فولفسبورغ.

## روابط خارجية
- بوت باكو على موقع الاتحاد الأوربي (الإنجليزية)
- بوت باكو على موقع قاعدة بيانات كرة القدم.إي يو (الإنجليزية)
- بوت باكو على موقع ليكيب (الفرنسية)
- بوت باكو على موقع ناشيونال فوتبول تيمز (الإنجليزية)
- بوت باكو على موقع Soccerway.com (الإنجليزية)
- بوت باكو على موقع عالم كرة القدم.نت (الإنجليزية)